# Claudiu Keșerü
Claudiu-Andrei Keșerü, född 2 december 1986 i Oradea, är en rumänsk fotbollsspelare som spelar för bulgariska Ludogorets Razgrad och Rumäniens fotbollslandslag. 

## Meriter

### Klubblag
Steaua București
- Liga I: 2013/2014, 2014/2015
- Rumänska cupen: 2014/2015
- Rumänska ligacupen: 2014/2015

Ludogorets Razgrad
- A Profesionalna Futbolna Grupa: 2015/2016, 2016/2017, 2017/2018, 2018/2019
- Bulgariska supercupen: 2018, 2019